# G.91 Gina
A G.91 olasz sugárhajtású vadászbombázó repülőgépet a Fiat Aviazione tervezte és gyártotta.

## Története
A G.91 terve 1953-ban jött létre, válaszul a NATO pályázatára, amely a tagállamok gépparkját volt hivatva egységesíteni. A NATO elvileg egy robusztus, kevés karbantartást igénylő vadászbombázót akart, amely a nem tökéletes, ideiglenes felszállópályákról is képes harci feladatokat végre hajtani, és a szárazföldi csapatokat a levegőből hatékonyan támogatni. A FIAT nyerte a pályázatot, méghozzá a gyorsaságának köszönhetően, mellyel az F-86-ost alapul véve tervezett egy gépet. Ez pedig tökéletesen megfelelt az előírt követelményeknek. Azonban egyelőre csak Németország, Olaszország, később Portugália vásárolta meg, mert számos más állam inkább az amerikai típusokban bízott.
A G.91R változatra alapozva egy igen jó felderítő repülőgép is készült, a G.91T.
A hatvanas években tovább fejlesztették G.91Y néven, de minőségében nem tudott elődei nyomába szegődni ezért csupán 67 darab készült belőle. Az utolsó G.91-el, egy T-géppel az Olasz Légierő repült 1995-ben.

### Emlékműve a római Francesco Baracca légitámaszponton

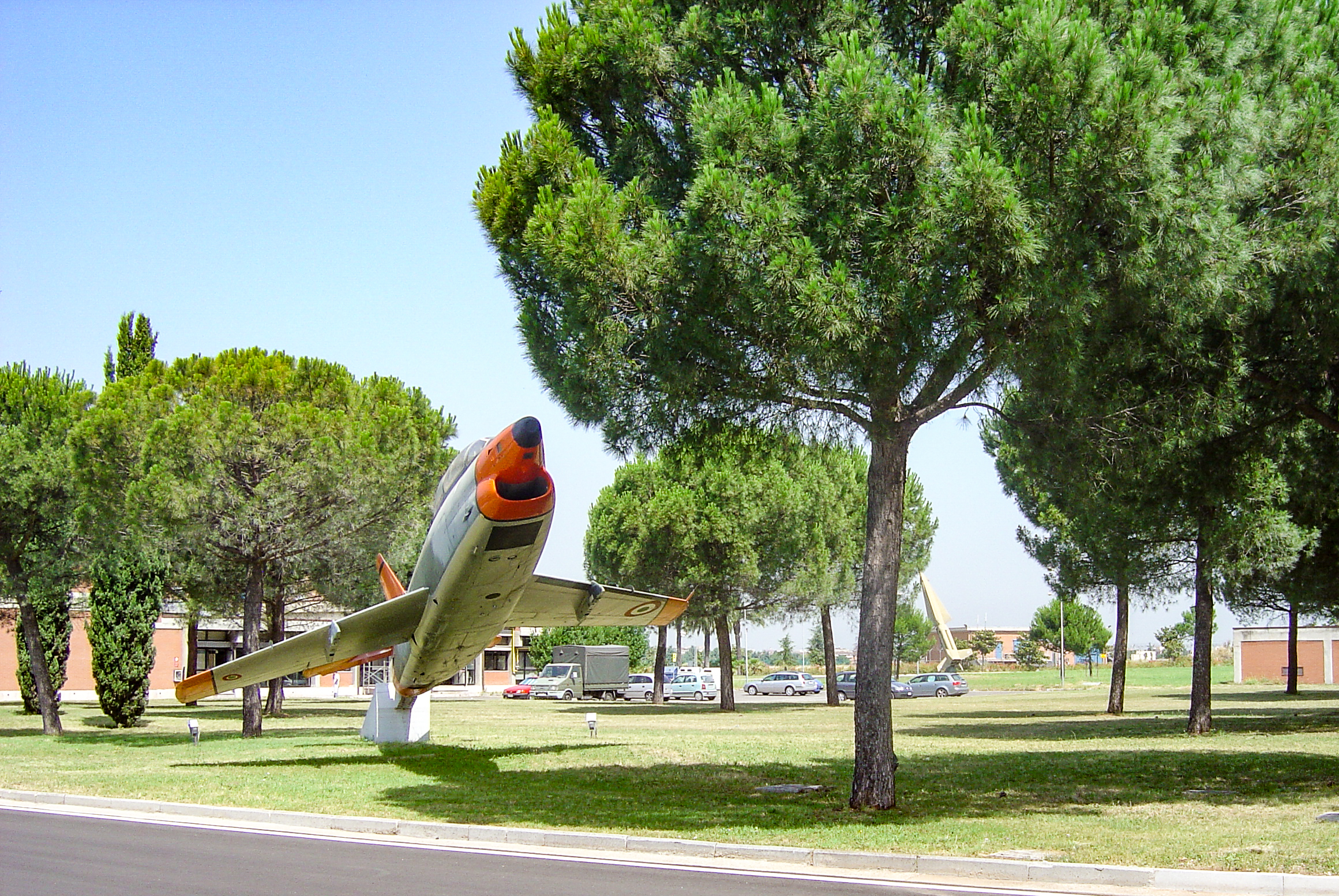
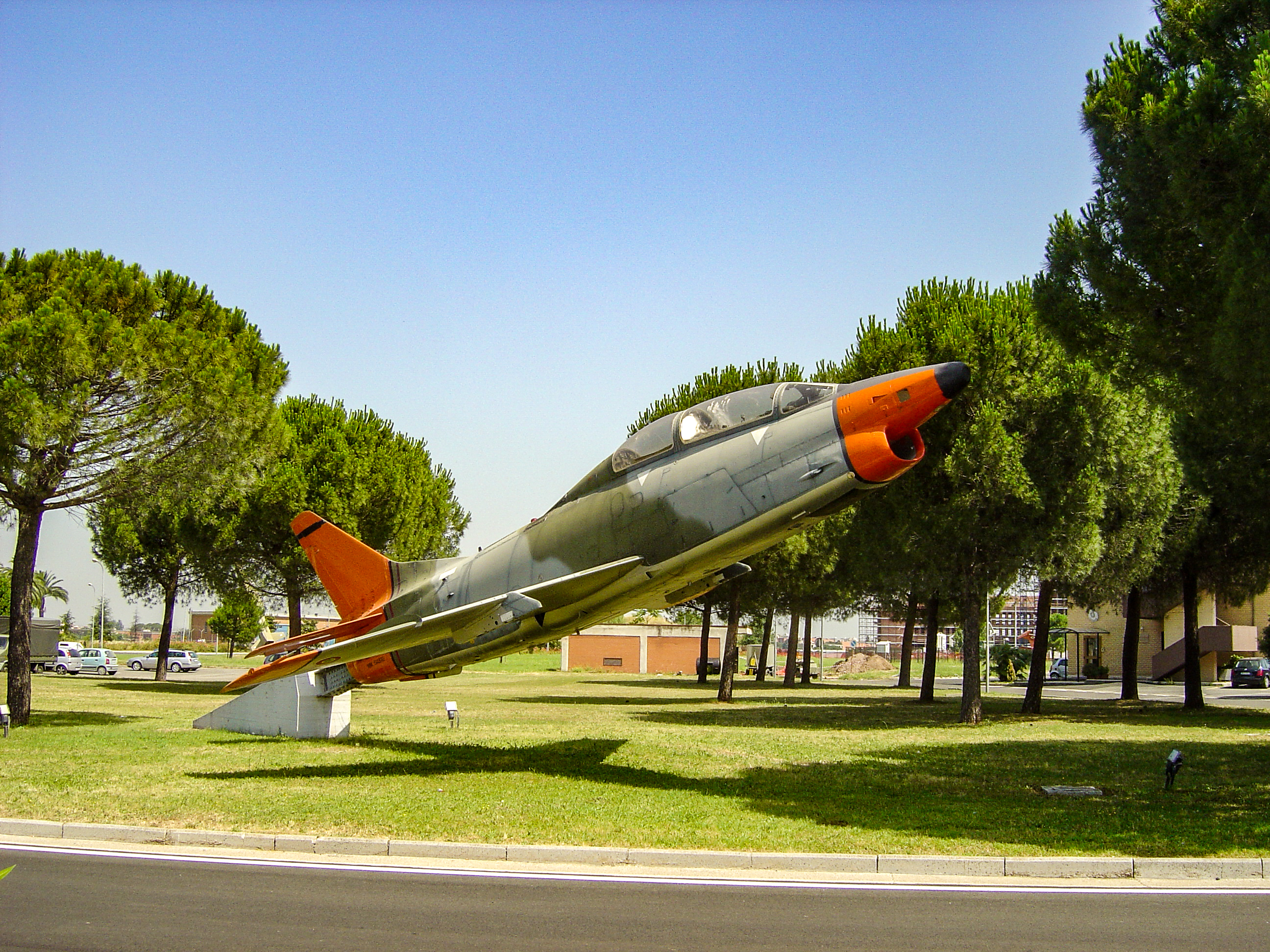
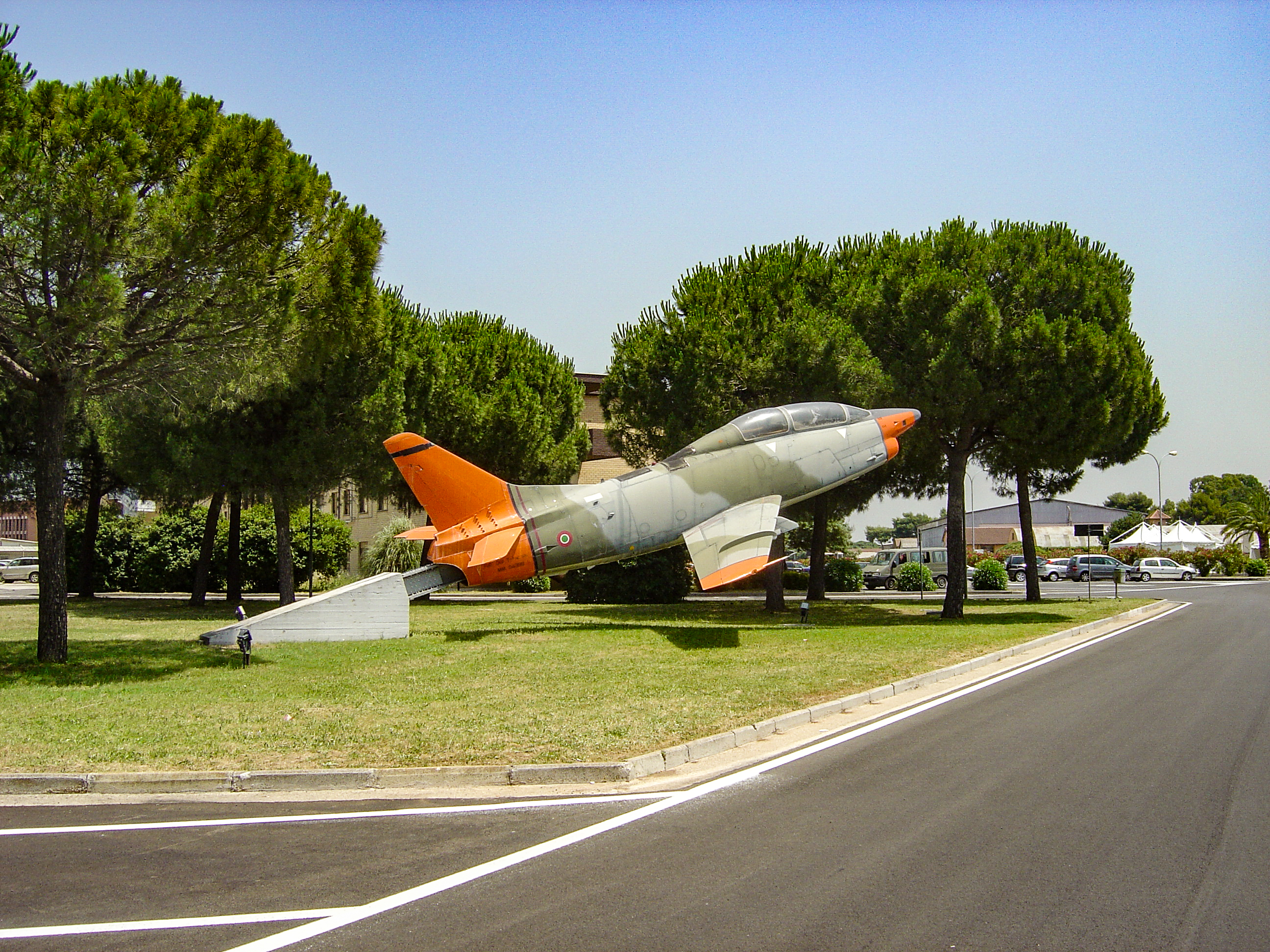
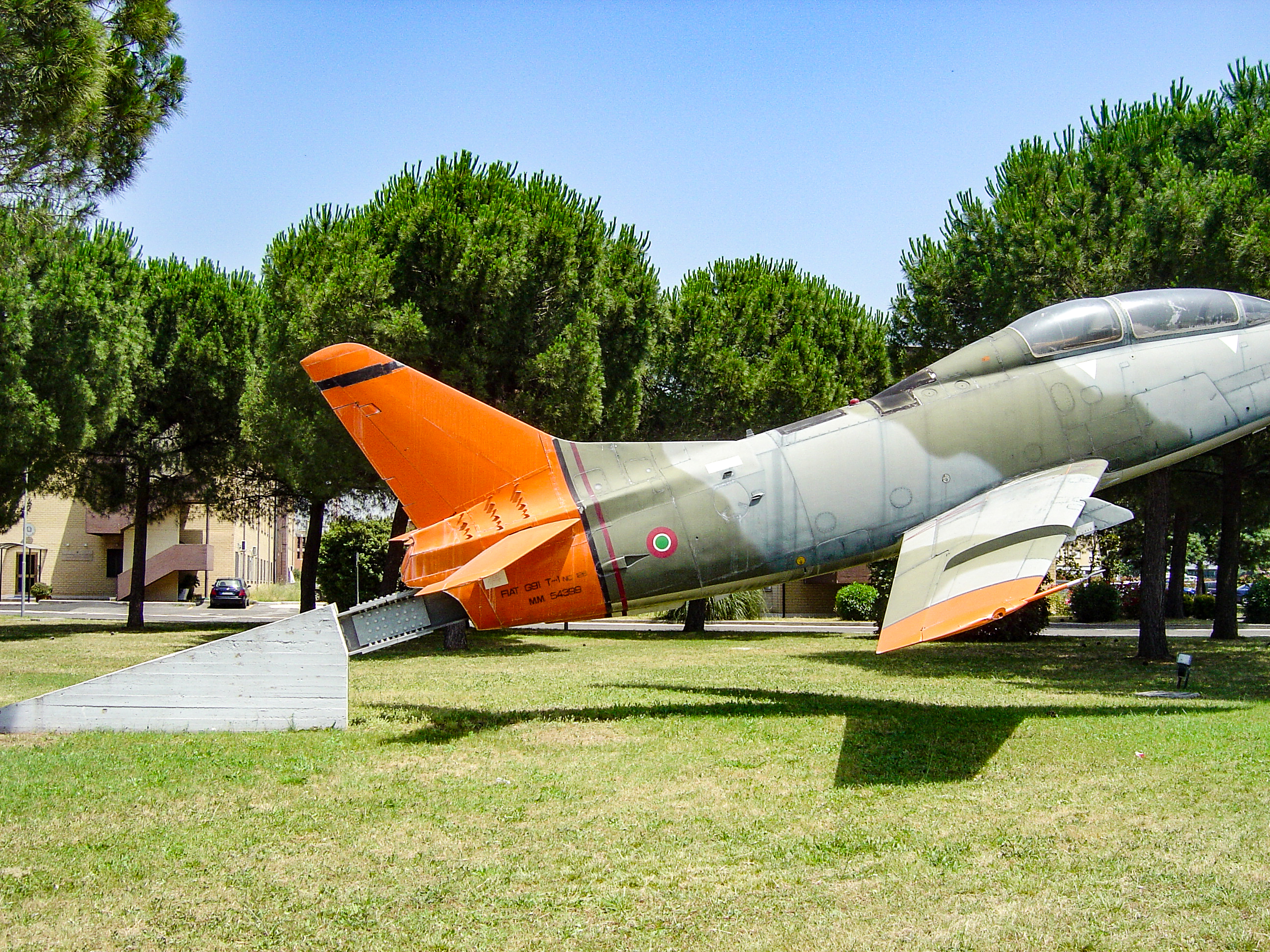